# Шевченко, Инна Степановна
Инна Шевченко (укр. Інна Шевченко, род. 23 июня 1990, Херсон) — украинская феминистка, активистка. Одна из лидеров международного женского движения FEMEN, которые часто появляются топлесс на своих протестных акциях против выражение патриархата, диктатуры, религии и секс-индустрии. Она была лидером группы из трех активисток FEMEN, которых, согласно заявлениям СМИ, похитил и угрожал КГБ Беларуси в 2011 году, обратила на себя внимание на Украине, когда спилила бензопилой четырёхметровый крест в центре Киева в 2012 году.
В 2013 году Шевченко получила убежище во Франции, в настоящее время продолжает свою протестную деятельность, возглавляя FEMEN France, которую она создала в Париже.

## Ранние годы
Инна Шевченко родилась 23 июня 1990 года в Херсоне. Согласно её воспоминаниям: «Меня воспитывали как типичную украинскую, славянскую девушку, и учили не кричать и не спорить». Она была особенно близка к своему отцу, который был военным офицером. Имеет старшую сестру. Оранжевая революция 2004 года привлекла её внимание к политике: она обратила внимание на тот факт, что в телевизионных шоу, в которых журналисты противостояли политикам, журналисты «выглядели более умными, поэтому я хотела быть одной из них». Она поступила в Киевский национальный университет имени Тараса Шевченко в 2008 году, изучала журналистику и окончила вуз с отличием в 2012 году. Её деятельность как лидера студенческого правительства дала ей политические связи, которые помогли ей устроиться на работу в пресс-службе мэра Киева в 2009 году. Первым языком активистки является русский, хотя она также свободно владеет украинским и английским языками.
Шевченко связалась с двумя ведущими активистами FEMEN Анной Гуцол и Александрой Шевченко через сайт социальной сети ВКонтакте и присоединилась к FEMEN в начале 2009 года. Анна Гуцол образовала FEMEN в Киеве 10 апреля 2008 года с двумя подругами, Александрой Шевченко и Оксаной Шачко, из её родного города Хмельницкого; они изначально устраивали протестные акции по вопросам, касающихся студенток, но быстро перешли к демонстрации против сексуальной эксплуатации украинских женщин. Инна Шевченко впервые вышла на демонстрацию с движением FEMEN 23 мая 2009 года в Киеве на акцию против проституции, под флагом «Украина не бордель»  В конце августа 2009 года Оксана Шачко стала первой участницей группы, показавшей грудь топлес. В дискуссиях в рамках FEMEN по этике протеста, Инна Шевченко сначала выступила против такой тактики, однако потом убедилась в её действенности. После протеста об отсутствии женщин в кабинете министров Николая Азарова в феврале 2010 года, она была освобождена от должности в пресс-службе в Киеве.

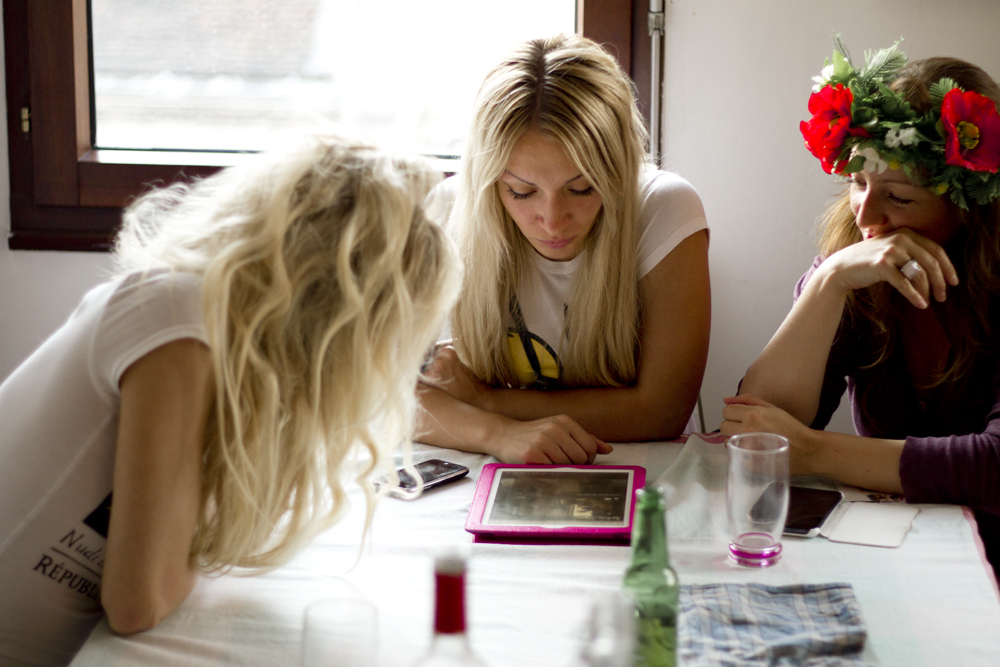
Шевченко (центр) в Париже (2012).

8 сентября 2012 года Шевченко вырубила деревянные кресты на фестивале GOGBOT в Энсхеде в Нидерландах, как протест против ареста Pussy Riot, 18 сентября 2012 года Шевченко создала учебный центр для FEMEN France в Париже. 26 октября 2012, когда Шевченко давала интервью в прямом эфире арабскому телеканалу «Аль-Джазира», её спросили: «Что лучше для женщин, нагота или паранжи?». Она ответила снятием футболки в знак протеста против «средневековых предрассудков». Живую картинку вырезали из эфира. В июле 2013 года Шевченко получила убежище во Франции.
Несмотря на то, что топлес для Шевченко — почти как рабочая форма, ей приходится преодолевать свое нежелание обнажить грудь перед каждой демонстрацией.
В декабре 2012 года французский журнал Madame Figaro включил Шевченко в список 20 культовых женщин мира 2012 года.

## Публичные выступления
Шевченко является спикером на конференциях и обозревателем международной прессы. Она была спикером на дискуссии о свободе слова в Копенгагене 14 февраля 2015 года с карикатуристом Ларсом Вилксом. Она говорила об иллюзии, что в Западной Европе люди могут в полной мере пользоваться свободой слова, когда террорист открыл огонь в фойе культурного центра, где происходили дебаты. После атаки, Шевченко позже сказала: «Либеральные голоса должны быть громче, чем Калашников».
Инна Шевченко пишет для международной прессы. Она является обозревателем журнала International Business Times Её статьи также были опубликованы в The Guardian, The Huffington Post и CNN. Совместно с другими активистами FEMEN Шевченко написала FEMEN: Manifeste и книгу Rebellion. Книга касается ответственности религиозных учреждений и догм в угнетении женщин. «Каждый в Ватикане, Мекке, Иерусалиме, синагогах, мечетях и церквях по всему миру выходят новые слова и меры против женщин. Ежедневно женщин презирают, загрязняют, ранят или убивают. Каждый день нас сопровождают женщины, которых прячут в общественных местах, замыкают дома, лишают образования и перспективы для их будущего, заставляют молчать, унижают, бьют, искажают, забрасывают камнями и сжигают. Мы больше не можем молчать. Ответственность религий в несчастьях мира поражает наши экраны и наши глаза, но многие все ещё отказывается видеть свою роль в женских бедах. Эта книга была написана потому, что мы больше не хотели, чтобы они верили, а наоборот, знали», — сказала автор.

## Фильмография
- «Nos seins, nos armes» (Наши грудь, наше оружие!), Документальный фильм (1 ч. 10 мин.), Автор сценария и режиссёр Каролайн Форест и Надя Эль Фанни, производства Nilaya Productions, транслировался на France 2 5 марта 2013[26]
- «Повседневные восстания», документальный фильм (1 ч. 58 мин.), Авторы и режиссёры братья Риахи (Араш Т. Риахи и Арман Риахи), Австрия / Швейцария / Германия, 2013, мировая премьера на Международном фестивале документального кино в Копенгагене 13 ноября 2013.

## Фотографии

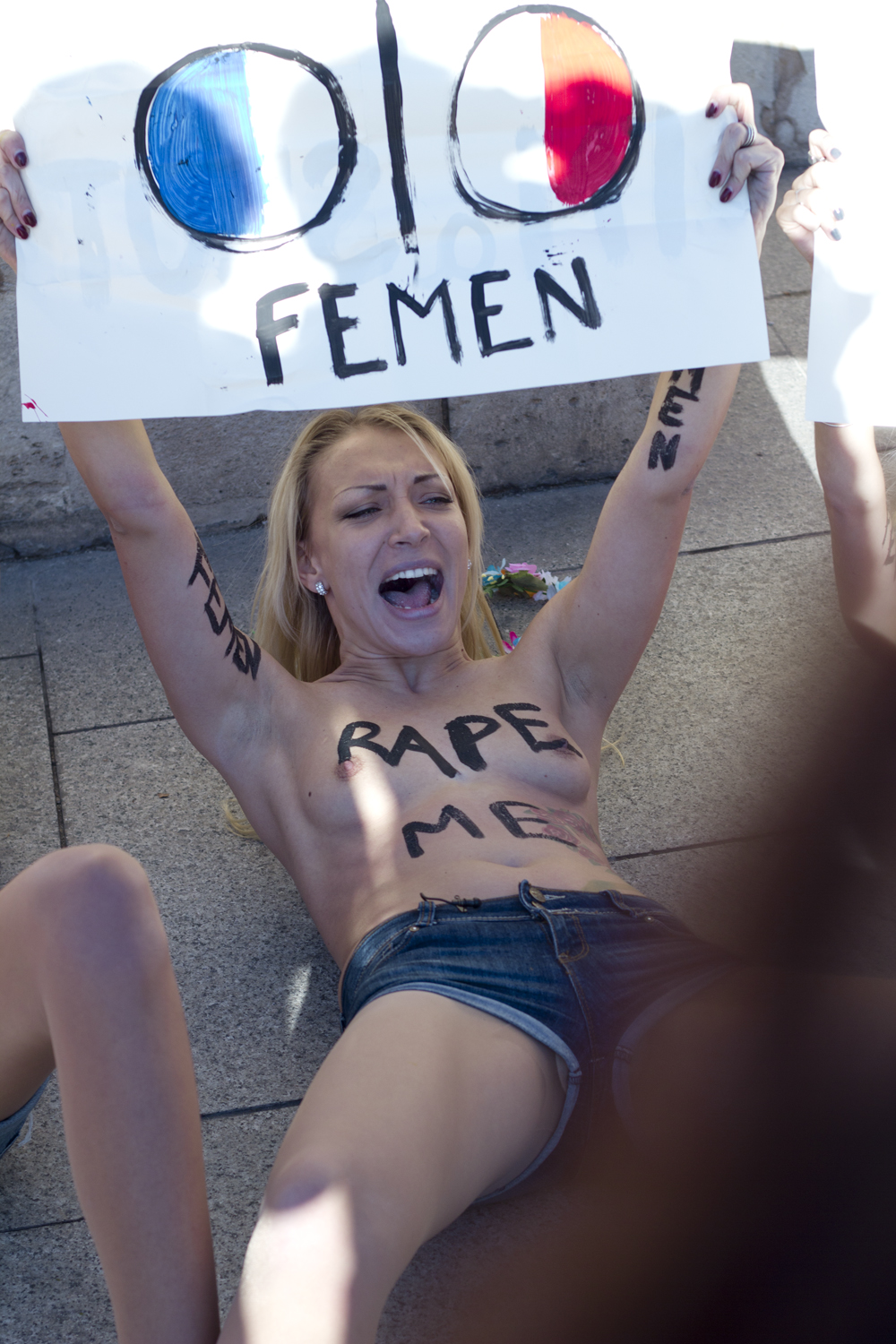
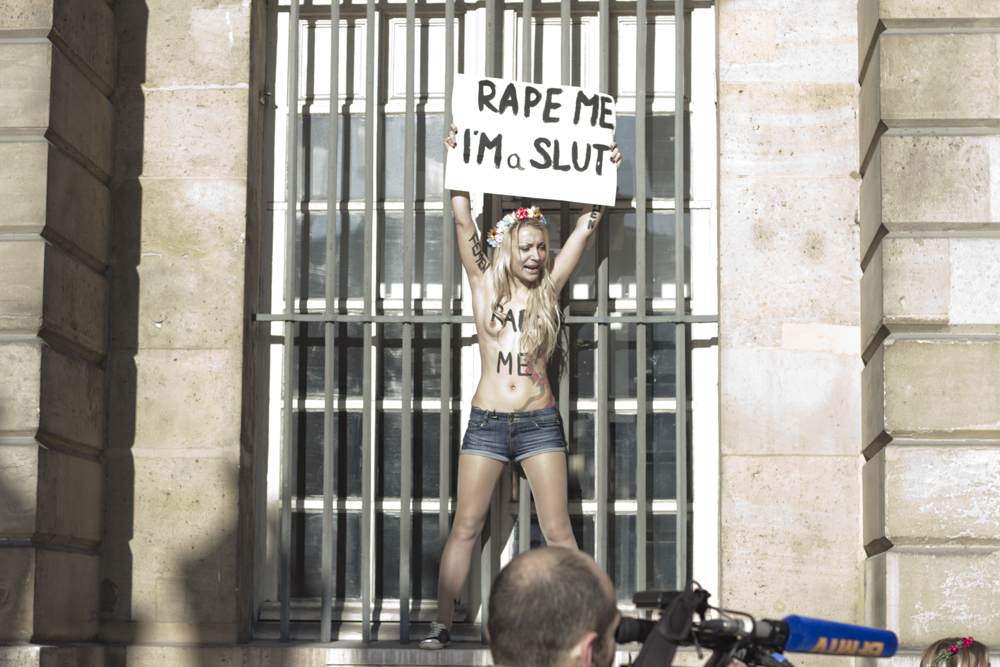
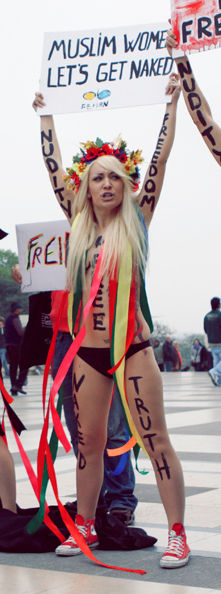
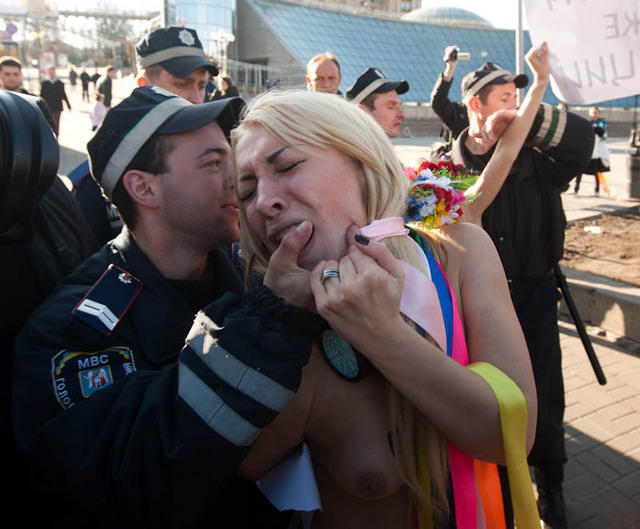